# Zhongke
Zhongke (kinesiska: 中可乡, 中可) är en socken i Kina. Den ligger i den autonoma regionen Guangxi, i den södra delen av landet, omkring 99 kilometer norr om regionhuvudstaden Nanning.
Genomsnittlig årsnederbörd är 1 829 millimeter. Den regnigaste månaden är juni, med i genomsnitt 333 mm nederbörd, och den torraste är februari, med 41 mm nederbörd.